# Pierre Brissot
Pierre Brissot, född omkring 1478 och död 1522, var en fransk läkare.
Brissot var professor vid École de Paris. Inom den praktiska medicinen företrädde Brissot, i motsats till Galenos och den arabiska skolan, de hippokratiska behandlingsmetoderna. De starka strider som hans skrifter väckte till liv tvingade honom att fly till Portugal, där han avled.